# COOPI
COOPI - Cooperazione Internazionale, chiamata comunemente COOPI, è un'organizzazione umanitaria laica ed indipendente nata in Italia il 15 aprile 1965, fondata da padre Vincenzo Barbieri come associazione, divenuta nel 2011 fondazione. Riconosciuta giuridicamente come organizzazione non governativa e come ONLUS, è presente in 28 paesi del mondo con interventi, progetti e missioni di cooperazione allo sviluppo.

## Presenza operativa Coopi
COOPI opera essenzialmente con due macrotipologie di progetti:
- Progetti di emergenza, solitamente di breve durata perché sviluppati in contesti di crisi per motivi socio-economici o naturali;
- Progetti di sviluppo, che invece intervengono nel medio-lungo periodo per prevenire, mitigare o risolvere problematiche di diverso tipo.

## Storia
Ufficialmente, COOPI – Cooperazione Internazionale nasce il 15 aprile del 1965 a Milano. Tuttavia, la storia di COOPI comincia di fatto già prima, nel 1961, quando Vincenzo Barbieri entra in contato con i movimenti di volontariato laico internazionale francesi.Nel 1962 Barbieri collabora all'apertura di una casa a Lione per accogliere i primi volontari italiani e prepararli alla partenza per le missioni. L'anno seguente torna in Italia e affitta due case a Milano destinate agli uffici e all'abitazione dei primi volontari. Nel 1964, Bruno ed Enrica Volpi, sposatisi da poco, partono per una missione in Ruanda e padre Barbieri dà visibilità alla loro partenza dall'Italia.
Il 15 aprile 1965 Vincenzo Barbieri, assieme a diciotto volontari laici, fonda ufficialmente a Milano Cooperazione Internazionale. Nel 1966, grazie anche all'entrata in vigore della legge Pedini, tesa a sostituire il servizio militare con 24 mesi di servizio civile nei paesi in via di sviluppo, l'associazione conta già 25 volontari attivi in 10 paesi dell'America Latina e dell'Africa. Insieme ad altre quattro organizzazioni, fonda la Federazione degli Organismi Cristiani di Servizio Internazionale Volontario (FOCSIV).
Nel 1969 la sede di COOPI si trasferisce in via Francesco De Lemene, all'interno degli spazi di una cascina, dove trovano posto le abitazioni dei volontari, gli uffici e il magazzino. La cascina di via De Lemene è tuttora la sede italiana della ONG.
Negli anni Settanta COOPI incrementa ulteriormente il numero di progetti, raggiungendo più realtà locali e un maggior numero di volontari e nel 1976 comincia a lavorare su serie di programmi finanziati dal Governo italiano, dalla CEE e dall'ONU. Nello stesso anno, il Ministero degli Affari Esteri (MAE) e COOPI instaurano una collaborazione per un programma “governativo” a Malta e nel 1978 ottiene un finanziamento per un progetto della Comunità Europea finalizzato allo sviluppo nel sud del Camerun. È il 1980: per la prima volta nella sua storia, COOPI partecipa ad un intervento di emergenza a favore dei rifugiati in Somalia. L'intervento è sostenuto dal Ministero degli Affari Esteri e dall'Alto commissariato delle Nazioni Unite per i rifugiati (UNHCR).
Raggiunta solidità sul panorama internazionale della cooperazione, negli anni '90 COOPI aumenta le sue attività di sensibilizzazione e di educazione allo sviluppo in Italia, attivando numerose campagne di sensibilizzazione ed informazione, incontri tematici e meeting ed è proprio in questi anni, nel 1993 che l'organizzazione diviene per la prima volta partner di ECHO, la Commissione Europea per gli aiuti umanitari e la protezione civile.
Nel 1997 COOPI partecipa alla fondazione del Master universitario internazionale in Cooperazione allo Sviluppo dell'Università di Pavia, tuttora attivo. Nel 1999 prende parte alla "Missione Arcobaleno" per fronteggiare la crisi dei Balcani. Nel 2001 vengono aperte tre sedi regionali e l'anno seguente viene costituito l'ufficio Emergenza. In concomitanza, iniziano importanti progetti nel Medio Oriente.
Nel 2004 COOPI comincia a lavorare nell'ambito della “preparazione della popolazione ai disastri ambientali”, che diventerà uno dei suoi settori di intervento. Il primo progetto viene attuato in Ecuador e nello stesso anno interviene nella crisi umanitaria del Darfur, occasione in cui entra a far parte del comitato ITALIA AIUTA, e nell'emergenza del Sud Est asiatico. Nel 2005 COOPI e Padre Barbieri ricevono una menzione speciale al Premio per la Pace della Regione Lombardia e l'Attestato di Benemerenza Civica; nel 2006 COOPI inizia a occuparsi di sostegno a distanza.
Nel 2007 entra a far parte Watch Group di VOICE, l'Associazione europea che riunisce le ONG che lavorano nelle emergenze. COOPI aderisce anche al network LINK 2007 e all'Associazione Mosaico. Nel 2008 sottoscrive il Patto con i Donatori, che disciplina i diritti e doveri dell'Associazione verso i donatori. Nel 2009, ITALIA AIUTA confluisce in AGIRE, l'Agenzia Italiana Risposta alle Emergenze, a cui COOPI aderisce. Nel 2010 interviene attivamente nella emergenza del terremoto di Haiti per prestare la prima assistenza; il 9 dicembre dello stesso anno muore padre Vincenzo Barbieri. Nel 2011 COOPI diventa "fondazione partecipata", mantenendo la prerogativa di ONLUS. Il 2015 sancisce il cinquantesimo compleanno dell'ONG, in occasione del quale viene presentata la Strategia per 2015-2020 e pubblicato, per la prima volta, il Bilancio sociale. Nel 2016, COOPI attiva progetti per fronteggiare le crisi umanitarie scoppiate nei paesi del lago Ciad e in Medio Oriente. Nel 2019, infine, COOPI approva l’adozione di un modello organizzativo decentrato.